# اسلاوکو زاگوراتس
اسلاوکو زاگوراتس (سیریلیک صربی: Cлaвкo Зaгopaц؛ ۳۰ آوریل ۱۹۰۹ – ۱۴ فوریهٔ ۱۹۸۸) بازیکن فوتبال اهل یوگسلاوی بود.
از باشگاه‌هایی که در آن بازی کرده‌است می‌توان به باشگاه فوتبال اسلاویا سارایوو اشاره کرد.
وی همچنین در تیم ملی فوتبال یوگسلاوی بازی کرده‌است.